# Нолинский район
Нолинский район — административно-территориальная единица (район) и муниципальное образование (муниципальный район) на юге центральной части Кировской области России.
Административный центр — город Нолинск.

## География
Площадь — 2250,21 км². Основные реки — Вятка, Воя, Лудяна и их притоки.

## История
Нолинский район образован 10 июня 1929 года из части Александровской, Нолинской, Татауровской волостей Нолинского уезда в составе Нолинского округа Нижегородского края. С 7 декабря 1934 года район — в составе Кировского края. 23 января 1935 года район разукрупнён с передачей части территории вновь созданным Кырчанскому и Татауровскому районам. С 12 декабря 1936 года район — в составе Кировской области.
8 марта 1940 года указом Президиума Верховного Совета СССР район был переименован в Молотовский. Расширен за счёт части территории ликвидированных районов: Кырчанского — 30 сентября 1955 года, Татауровского — 4 июля  1956 года. 5 августа 1957 года район вновь переименован в Нолинский. С 14 ноября 1959 года по 30 декабря 1966 года в состав района входила территория упразднённого Немского района.
С 1 января 2006 года согласно Закону Кировской области от 07.12.2004 № 284-ЗО на территории района образованы 10 муниципальных образований: 2 городских и 8 сельских поселений.

## Население
| 1939    | 1959    | 1970    | 1979    | 1989    | 2002    | 2009    | 2010    | 2011    |
| ------- | ------- | ------- | ------- | ------- | ------- | ------- | ------- | ------- |
| 39 008  | ↗63 547 | ↘37 918 | ↘32 962 | ↘29 018 | ↘25 170 | ↘23 410 | ↘20 868 | ↘20 782 |
| 2012    | 2013    | 2014    | 2015    | 2016    | 2017    | 2018    | 2019    | 2020    |
| ↘20 711 | ↘20 581 | ↘20 377 | ↘20 114 | ↘19 890 | ↘19 556 | ↘19 297 | ↘18 905 | ↘18 483 |
| 2021    |         |         |         |         |         |         |         |         |
| ↘16 184 |         |         |         |         |         |         |         |         |

### Урбанизация
В городских условиях проживают около 14 тыс. из 25 тыс. человек (данные 2006 года). Всего насчитывается 72 населённых пункта.

## Муниципальное устройство
После реформы местного самоуправления (2006 год) в состав района входят 10 муниципальных образований:
1. Нолинское городское поселение,
2. Аркульское городское поселение,
3. Медведское сельское поселение,
4. Красноярское сельское поселение,
5. Кырчанское сельское поселение,
6. Лудянское сельское поселение,
7. Перевозское сельское поселение,
8. Рябиновское сельское поселение,
9. Татауровское сельское поселение,
10. Шварихинское сельское поселение.

## Населённые пункты
Города — 1 (Нолинск);
посёлки городского типа — 1 (Аркуль);
посёлки — 4 (Медведок, Красный Яр, Птицефабрика, Светлые Пруды);
сёла — 11 (Швариха, Кырчаны, Татаурово, Лудяна, Зыково, Ботыли, Лудяна-Ясашинская, Верхоишеть, Юртик, Сретенск, Сырчаны);
деревни — 56;
иные населённые пункты - 2. 
| Поселение    |    | Населённые пункты |
| ------------ | -- | --- |
| Нолинское    | 1  | г. Нолинск |
| Аркульское   | 2  | пгт Аркуль, д. Липовка |
| Медведское   | 7  | пос. Медведок, с. Юртик, с. Сырчаны, д. Баимово, д. Талый Ключ, д. Тулан, д. Тошкино                                                                                     |
| Красноярское | 6  | пос. Красный Яр, д. Чащино, д. Сомовщина, д. Боровляна, д. Малыши, починок Никольский                                                                                    |
| Кырчанское   | 10 | с. Кырчаны, д. Карачи, д. Коромысловщина, д. Рогали, пос. Светлые Пруды, д. Жевлаки, д. Ерпули, д. Новик, д. Плешково, д. Плосково                                       |
| Лудянское    | 8  | с. Лудяна, с. Лудяна-Ясашинская, с. Верхоишеть, д. Редькины, д. Слободчики, д. Мезень, д. Белоусово, д. Хорьки                                                           |
| Перевозское  | 10 | д. Перевоз, д. Среднее, с. Сретенск, д. Ключи, д. Чураково, д. Малое Хлюпино, д. Вострижанье, д. Боговитовщина, д. Рудаки, д. Ухтым                                      |
| Рябиновское  | 11 | д. Рябиновщина, пос. Птицефабрика, д. Варнаки, с. Ботыли, д. Пуга, д. Серегово, д. Квашенники, д. Зубари, д. Лузино, д. Чесноки, починок Александровский                 |
| Татауровское | 6  | с. Татаурово, д. Симахино, д. Селюнинцы, д. Тимки, д. Полом, д. Подоморята                                                                                               |
| Шварихинское | 14 | с. Швариха, с. Зыково, д. Ерёмино, д. Хмелёвка, д. Липино, д. Шалаги, д. Полом, д. Чистовражье, д. Кормилята, д. Мелянда, д. Удельное, д. Безводное, д. Ершово, д. Ключи |

## Экономика
Нолинский район относится к числу муниципальных образований с развитым промышленным сектором экономики. Промышленность района достаточно диверсифицирована, развитие получили предприятия машиностроения, пищевой и лёгкой промышленности, деревообрабатывающие производства.
Леса района являются основным богатством. Более 43 % территории района покрыто лесами. Заготовка и переработка древесины занимает одно из первых мест. Хвойные леса занимают в районе 74,8 % покрытой лесом площади. Развит в районе лесоперерабатывающий комплекс. Общая численность работающих в ЛПК района составляет порядка 660 чел.
Малый бизнес развивается стабильно. На территории Нолинского района работают малые предприятия практически во всех отраслях экономики района: в сельском хозяйстве, торговле, лесной промышленности, переработке сельскохозяйственной продукции. Всего численность граждан, занятых в сфере малого бизнеса, составила 30,1 % экономически активного населения.
Агропромышленный комплекс является важным сектором экономики Нолинского района. Доля сельского хозяйства составляет около 40 процентов в произведённой в районе валовой продукции, обеспечивает занятость 15 процентов трудоспособного населения. Хозяйства района специализируются на производстве молока и мяса.

## Транспорт
283,5 км автомобильных дорог с твёрдым покрытием. Через район проходит Казанский тракт — трасса Киров — Казань.

## Образование
Образовательные услуги оказывают 8 общеобразовательных школ (2 — средних и 6 — основных), 15 дошкольных образовательных учреждений, 2 специальные (коррекционные) школы-интерната, 1 образовательное учреждение для детей-сирот и детей, оставшихся без попечения родителей, 2 учреждения дополнительного образования.
- Нолинский техникум механизации сельского хозяйства;
- Нолинский государственный политехнический техникум.

## Культура
В Нолинском районе осуществляют свою деятельность централизованная библиотечная система, включающая 26 библиотек, музей истории и краеведения, централизованная клубная система, включающая 16 домов культуры.

## Известные уроженцы
- Нолинский Николай Михайлович — русский советский композитор, родной брат В. М. Молотова. Жил в Нолинске (1897).
- Молотов Вячеслав Михайлович — российский революционер, советский политический и государственный деятель. Председатель Совета народных комиссаров СССР в 1930—1941 годах, народный комиссар, министр иностранных дел СССР в 1939—1949, 1953—1956 годах. Один из высших руководителей ВКП(б) и КПСС с 1921 по 1957 гг. Герой Социалистического Труда. Депутат Верховного Совета СССР I—IV созывов. Жил в Нолинске (1897).
- Федосеев Николай Евграфович — родился в Нолинске. Российский революционер, один из первых пропагандистов марксизма в России и руководитель первых марксистских кружков в стране.
- Курнаков Николай Семёнович — родился в Нолинске. Русский физикохимик, профессор, заслуженный профессор, доктор химических наук, академик Петербургской академии наук / Российской академии наук / Академии наук СССР, лауреат Сталинской премии, создатель физико-химического анализа.
- Гущин Николай Михайлович — село Талоключинское Нолинского уезда Вятской губернии. Российский и советский художник. В период Второй мировой войны — участник Французского движения Сопротивления.
- Чирков Борис Петрович — родился в Нолинске. Советский актёр театра и кино, педагог. Герой Социалистического Труда. Народный артист СССР. Лауреат четырёх Сталинских премий. Член ВКП(б) с 1945 года. Почётный гражданин Нолинска.
- Штина Эмилия Адриановна — училась в школе города Нолинска. Альголог, доктор биологических наук, профессор. Депутат Верховного Совета РСФСР (1967—1971). Заслуженный деятель науки РСФСР. Кавалер ордена Ленина, награждена пятью медалями. Почётный гражданин города Кирова.
- Кощеев Павел Иванович — деревня Перевоз, Нолинский район. Бригадир колхоза «Ударник» Нолинского района. Герой Социалистического Труда.
- Кощеев Иван Алексеевич — деревня Перевоз, Нолинский район. Советский хозяйственный, государственный и политический деятель, Герой Социалистического Труда. Председатель колхоза «Ударник» Нолинского района.
- Морозов Владимир Игоревич — село Кырчаны, Нолинский район. Российский писатель, поэт, публицист, краевед, редактор. Член Союза журналистов СССР, член Союза писателей России, автор ряда книг для детей. Редактор вятского альманаха для детей «Вершки и корешки». Председатель правления Кировского областного отделения Союза писателей России (с 2009 года). Лауреат премии Кировской области по литературе и искусству (2004), (2010), (2017).
- Покровский Борис Сергеевич — Заслуженный учитель школы РСФСР. Почётный гражданин Нолинска.

## Достопримечательности
В 2014 г. запланировано открытие национального парка «Атарская Лука», в который войдёт часть территории Нолинского района. На территории района расположены также памятники природы:
1. "Медведский бор" — реликтовый сосновый бор на песчаных дюнах у поселка Медведок;
2. "Озеро Чваниха в Медведском бору" в 5 км к северо-востоку от поселка Медведок;
3. "Каменный лог" — в 9 км северо-западнее города Нолинска;
4. Родник в деревне Боровляна;
5. Орешниковая рамень у деревни Среднее;
6. Орешниковая рамень у деревни Машины;
7. "Белаевский бор";
8. Родник в селе Зыково.

Центр Нолинска, а также колокольня села Кырчаны и Спасо-Преображенская церковь села Лудяна являются объектами историко-культурного наследия Кировской области.